# Беседин, Алексей Николаевич
Алексей Николаевич Беседин (родился 25 января 1959, Харьков, Украинская ССР, СССР) — украинский автогонщик, президент автомобильного клуба Харьков.

## Общая информация
Функционер Автомобильной федерации Украины, председатель комитета официальных лиц и председатель высшей аттестационной комиссии ФАУ. Бессменный организатор и директор ежегодного (1997—2015 гг.) первого этапа Чемпионата Украины по автомобильному кроссу в г. Харькове «День Победы», генеральный директор ООО Моторспорт, директор раллийной команды XADO Motorsport. Мастер спорта.

## Биография
Закончил Харьковский политехнический институт по специальности Колесные и гусеничные машины. В 2007 году получил второе высшее образование, окончив Харьковскую академию физкультуры.
Работал на заводе им. Малышева. 1986—1993 годы — заместитель генерального директора Производственного объединения Харьков, с 1993 года — генеральный директор. В 2000 году был избран президентом автомобильного клуба Харьков, в 2002 году организовал спортивную команду АВЭК Моторспорт. В 2007 году организовал команду XADO Motorsport.
В 1997 году занялся административной деятельностью. Организатор зимних соревнований на Харьковском ипподроме Слобожанская Метелица и автомобильного кросса на трассе Черкасская Лозовая ко Деню Победы, который проводится на майские праздники.
В 2000 году стал президентом автомобильного клуба Харьков. По совместительству преподаватель Харьковской академии физкультуры на специальности Автоспорт.
Руководитель обособленного подразделения Федерации автоспорта Украины в Харьковской области, член Совета обособленных подразделений FAU.

## Спортивные достижения
Спортивную карьеру начал в 1975 году с выступлений в автокроссе. С 1971 г. выступал на карте, с 1979 г. — на автомобиле класса Формула-4. С 1981 г. перешёл в ралли и выступал в команде ХАДИ. Неоднократный призёр республиканских соревнований. С 1988 г. перешёл в автомобильный кросс. В 1990 г. — Чемпион Украины по кроссу в классе 1600. С 1991 по 2000 гг. — неоднократный серебряный и бронзовый призер Чемпионатов Украины в кроссе и кольцевых гонках.